# Fournier RF-1
Die Fournier RF-1 war ein einsitziger Motorsegler, der zwischen 1957 und 1960 von René Fournier in Frankreich entwickelt wurde.

## Geschichte
Die Fournier RF-1 war das erste von René Fournier entwickelte Flugzeugmuster. Fournier beschäftigte sich seit 1951 mit der Auslegung seines „Avion Planeur“, das als ein einsitziges Reiseflugzeug maximale Flugeffizenz aufweisen sollte, die aerodynamisch zunächst einmal in einem antriebslosen Segelflugzeug gegeben war und somit minimale Anforderungen an die Motorisierung stellte. Für seine Nutzer sollte das Avion Planeur ein sowohl beschaffungs- als auch operationell günstiges Fluggerät sein, dessen Flugeigenschaften einfach beherrschbar waren. Obwohl das Avion Planeur oft mit Motorseglern gleich gesetzt wurde und in vielen Ländern auch als Motorsegler zugelassen war, stand bei René Fournier der Motorflug des Avion Planeur im Vordergrund.
Ab Mitte der fünfziger Jahre begann Fournier mit dem Bau eines Prototyps in der Schmiede-Werkstatt eines befreundeten Nachbarn. Im Herbst 1957 zog Fournier von Tours an die Côte d’Azur. Um den Bau seines Prototyps fortsetzen zu können, überließ die Leitung des Waldorf-Hotels in Cannes Fournier die Räume einer stillgelegten Hotelwäscherei. Nach dreijähriger Bauzeit war die inzwischen als Fournier RF-1 bezeichnete Maschine Anfang 1960 fertiggestellt. Da René Fournier Anfang der 60er Jahre weder eine Testpilotenlizenz noch einen Flugschein hatte, führte Charles Fauvel der Erstflug der als F-WJBX zugelassenen RF-1 wurde am 30. Mai 1960 in Cannes-Mandelieu durch. Fauvel war selbst Konstrukteur verschiedener Segelflugzeuge. Weitere Flugtests wurden von Fourniers Fluglehrer Michel Ciret mit der RF-1 in Cannes durchgeführt. Im September 1960 übernahm Bernard Chauvreau, mit dem René Fournier in den 50er Jahren die Flugschule in Tours besucht hatte und der inzwischen im Besitz eines Testpilotenscheins war, die weitere Erprobung in Tours, in der vor allem die Kunst- und Segelflugtauglichkeit erprobt wurden. Dabei wurden Lastvielfache zwischen +6g und −3g ermittelt. Da René Fournier das Flugzeug ausschließlich für die Eigennutzung gebaut hatte, wurde es in Frankreich als Amateurflugzeug zugelassen. Hierfür reichte der Nachweis von 15 Flugstunden und 50 Landungen sowie der Nachweis einer Startstrecke von 600 Metern bis zum Erreichen einer Flughöhe von 15 Metern. Nachdem die Nachweise von Ciret und Chauvreau erflogen wurden, erhielt das Flugzeug die Amateurzulassung F-PJGX
Im August 1960 wurde die RF-1 von Fournier und Chauvreau erstmals einer breiteren Öffentlichkeit vorgestellt. Chauvreau führte auf allen größeren französischen Flugtagen 1961 mit der RF-1 Demonstrationsflüge vor. Interessierten Piloten wurde die Möglichkeit von Erfahrungsflügen gegeben. Auch Piloten der französischen Luftfahrtbehörden flogen die RF-1, woraufhin der französische Staat 1961 den Bau zweier weiterer Maschinen als zulassungsfähige Vorserienflugzeuge für eine künftige RF-1-Serienproduktion in Auftrag gab. Fournier kalkulierte 1961 einen Stückpreis von etwa 18.500 Francs bzw. 3.800 US-Dollar. Für die Serienfertigung überarbeitete Fournier den RF-1 Entwurf nochmals und führte die Entwicklung unter der Bezeichnung Fournier RF-2 fort.
Die Avion Planeur Fournier RF-1 blieb ein Einzelstück. Der Prototyp der Avions Planeurs, die RF-1, ging im Juni 1961 bei einem Demonstrationsflug von Chauvreau auf dem Flugplatz Val-Suzon bei Dijon durch einen Pilotenfehler verloren. Chauvreau blieb dabei weitgehend unverletzt.

## Konstruktion
Die Avion Planeur Fournier RF-1 war ein einsitziger Tiefdecker in Holzbauweise. Der einteilige Flügel bestand aus Fichtensperrholz und Stoffbeplankung. Als Fahrwerk besaß die RF-1 ein einzelnes, einziehbares Zentralrad. Zwei dünne Stützstreben unter den Tragflächen hielten das Flugzeug bei Bewegung am Boden in der Balance. Die Steuerung am Boden erfolgte über das Spornrad. Als Antrieb kam ein von Miettaux umgebauter 1131-cm³-Volkswagen-Motor mit 25 PS Leistung zum Einsatz.

## Technische Daten
| Kenngröße             | Daten                                         |
| --------------------- | --------------------------------------------- |
| Besatzung/Passagiere  | 1                                             |
| Länge                 | 5,90 m                                        |
| Spannweite            | 11,20 m                                       |
| Höhe                  | 1,58 m                                        |
| Flügelfläche          | 11,00 m²                                      |
| Flügelstreckung       | 11,4                                          |
| Leermasse             | 225 kg                                        |
| Startmasse            | 335 kg                                        |
| Reisegeschwindigkeit  | 150 km/h                                      |
| Höchstgeschwindigkeit | 230 km/h                                      |
| Dienstgipfelhöhe      | 5000 m                                        |
| Reichweite            | 500 km                                        |
| Triebwerke            | 1 × VW (Miettaux) 1131 cm³; 27 PS (ca. 20 kW) |